# 包装
包装（ほうそう、英: packaging）は、ものを包む行為や包む素材、包まれた状態などのこと。

## 定義
日本工業規格 (JIS) では、包装 (packaging) を「物品の輸送、保管などにあたって価値及び状態を保護するために適切な材料、容器などを物品に施す技術および施した状態」と定義している。
英米の包装の定義では、Packagingは包装を施す行為や技法、Packageは包装された物・製品であり明確に区別される。また、Packingは本来荷造りの意味であるがPackagingの同義語として用いる場合もある。
なお、商品の内容量には含まれない包装（食肉のロウ引き紙やパック商品のトレーやラップなど）や添え物（ワサビやタレなど）・飾りなどを総称して風袋（ふうたい）という。

## 包装の種類

### 個装・内装・外装
日本工業規格 (JIS) では、包装を個装（物品個々の包装）、内装（包装貨物の内部の包装）、外装（包装貨物の外部の包装）の3種類に分類している。

### 工業包装と商業包装
日本工業規格 (JIS) には工業包装や商業包装の区別がある。
工業包装 (Industrial packaging)
工業包装とは、物品の輸送や保管を主目的とする包装の総称をいう。
商業包装 (Commercial packaging)
商業包装とは、小売を主とする商取引に用いられる、商品の一部として、または商品をまとめて取り扱うために施される包装をいう。

### 輸送包装
#輸送包装を参照

### 消費者包装
#消費者包装を参照

### その他の分類
単数を包装対象とするものと複数を包装対象とするものといった違いや、包装されたものをさらに包装する入れ子のもの、完成品と未完成品や素材といった違いなどがある。

## 包装の機能と技法

### 包装の機能
包装には次のような機能がある。
- 品質保全性 - バリア性（水、水蒸気、光、ガス、香気、臭気などからのバリア）、内容品保護性（衝撃強度、ヒートシール強度、耐ピンホール性など）、安定性（耐水性、耐油性、耐熱性、耐寒性など）の総称[6]。
- 安全性・衛生性 - 有害物質や異味・異臭の移行の防止、微生物や虫、ほこりなどの侵入の防止[6]
- 便利性 - 開封時の易開封性、開封後の再封性、軽量性[6]
- 商品性 - 商品としての標準化、ディスプレイ性、透明性など[6]
- 経済性 - 生産性、保管性、輸送性、材料価格など内容物に見合ったコストであること[6][5]
- 作業性 - 機械加工適性、印刷適性、ヒートシール性（高速シール性）など[6]

### 包装の技法
包装の技法には、食品の包装では酸素や光などの透過防止、水分や微生物などの侵入防止を目的とする包装、工業製品の包装では防錆包装や静電気防止包装などがある。
- 真空包装
- ガス置換包装、ガス充填包装 - 窒素や炭酸ガスなどの不活性ガスを封入した食品などの「ガス充填包装」[8]
- 脱酸素剤封入包装
- レトルト食品包装
- 収縮包装
- 静電気防止包装

## 包装の材料
包装に用いる主要な材料は「包装資材」と呼ばれ、一般的に以下のようなものがある。
- 紙・・・液体容器・長期保存容器
  - 段ボール
- 葉（笹、柏、桜、柿、ホオノキ・・・）
- 木材（樽・桶・経木・・・）
- プラスチック（PETボトル･ブローボトル･パウチ･カップ容器）
  - プラダン
  - 気泡緩衝材
- ガラス（3R瓶･超軽量化瓶･リターナブル瓶･エコロジーボトル）
- 金属（溶接缶･DR缶･DI缶･TULC缶･ボトル缶）

また、上記の材料を複合的に用いた、複合材料やラミネート材（積層材）も多く用いられている。

## 輸送包装
輸送包装（Transport packaging）とは、輸送を目的とする包装のことであり、工業包装と同義語として用いられる場合もある。
輸送のための包装を施すことを梱包（こんぽう)という。「梱」が常用漢字に含まれていないために「こん包」とまぜ書きされることもある。

### 梱包材
荷造りに使われるもののことは、梱包材（もしくは、梱包資材、包装材、包装資材）と呼ぶ。梱包材には、木、ダンボール、エアキャップ、発泡スチロール、ガムテープなどがある。このうち、中身にかかる衝撃や圧力を和らげるためのものは緩衝材（かんしょうざい）と呼ばれる。近年では、環境に対する配慮から、プラスチック袋や発泡スチロールをやめて古紙再使用素材や生分解性プラスチックが使われることが多くなっている。

### 梱包方法
小型なもの、軽量物などについては段ボール箱のみの梱包（ダンボール梱包）が多く使用されるが、大型なものや重量物については以下のような梱包が一般に用いられている。

#### 木箱梱包
ケース梱包ともいう。合板の木箱で密閉する梱包方法。密閉木箱梱包とも呼ばれ木枠梱包（クレート梱包）とともに機械設備や工作機械、精密機械など重量物の梱包に広く用いられる。木箱を組み立てる際にくぎを使う方法とボルトを使う方法がある。雨や埃といった天候や外的要因によるダメージに強い。また盗難防止の観点からも広く用いられる。木材の代わりに強化ダンボール（トライウォール）を使用することもある。海外への輸出の際にはもっともよく用いられるが、仕向地によっては消毒処理が求められる木材がある。

#### 木枠梱包
クレート梱包、あるいは透かし木箱梱包とも言われる方法で、その呼び名の通り、幅の狭い板を使用し交互に組み合わせることで強度を持たせるが、中が透けて見える梱包方法。ケース梱包に比較し価格が安いため、国内運送に多く用いられる。特に梱包品の保護が重要ではない場合や梱包品が雨にぬれても問題がない場合に適する。防滴が必要な場合は、別途梱包品をビニルやフィルムなどで包装する必要がある。仕向地によっては消毒処理が求められる木材がある。

#### トライウォールとパレット併用
強化ダンボール（トライウォール）を木箱や木枠の代りに使用し、床に接する部分には運搬用パレットを置くことで梱包品へのダメージを防ぐ方法。海外での植物検疫規制の強化に伴い、開封しやすい素材として多く用いられるようになった。木箱の3分の1ほどの重量に抑えられるために、輸送費のコストダウンになるうえ航空機輸送にも適する。

#### 不倒桟木箱梱包
特に輸送品がガラスなどの場合に用いられる方法で、対象物を両側から板ではさみ組み立てる。輸送品の形状に合わせ、木枠を加工し輸送条件にも応じた形状とする。

#### 真空梱包
バリア梱包ともいう。機械などの輸送品で船便などを利用する場合の防湿、防塩、結露などに対し効果の高い方法で、対象物をメタラップなどバリアですっぽり覆った状態で空気を抜きシリカゲルなどの乾燥剤を同封することで防錆効果が期待できる。海外輸出によく用いられる。

#### スキッド梱包
コンテナを使用する場合の方法のひとつで、そのままではコンテナに積み込めない輸送品に対し、対象物の下に角材などをかませただけの簡易な梱包方法。輸送品の保護的観点からは欠点があるために取扱には注意を要するが、低コストが最大のメリット。

#### スチールケース、スチールクレート梱包
木よりも強度の高い鋼材（スチール）を用いることで梱包用料の軽減が実現でき梱包材の熱処理が不要であるために燻蒸処理を指定される海外の国への梱包方法である。植物検疫規制強化に伴い検疫処理の必要がない当梱包方法は最適である。スチールはボルトで組み立てられ、解体後はリサイクル使用できるために無駄がない。スチールクレート梱包は、スチールケース梱包よりもさらにスチールの使用量の低減が実現できる。

## 消費者包装
消費者包装（Commercial packaging）とは、物品などが消費者の手元に届く際の（個装の形態としての）包装をいう。

### ラッピング
包装紙などで綺麗に包むためには、知識や技術が必要である。また、包装に使うための紙は、包装紙（もしくは包み紙）と呼ばれ、様々なものが、日用品店や文房具店で販売されている。なお、包装用のプラスチック製フィルムはラッピングフィルムと呼ばれる。

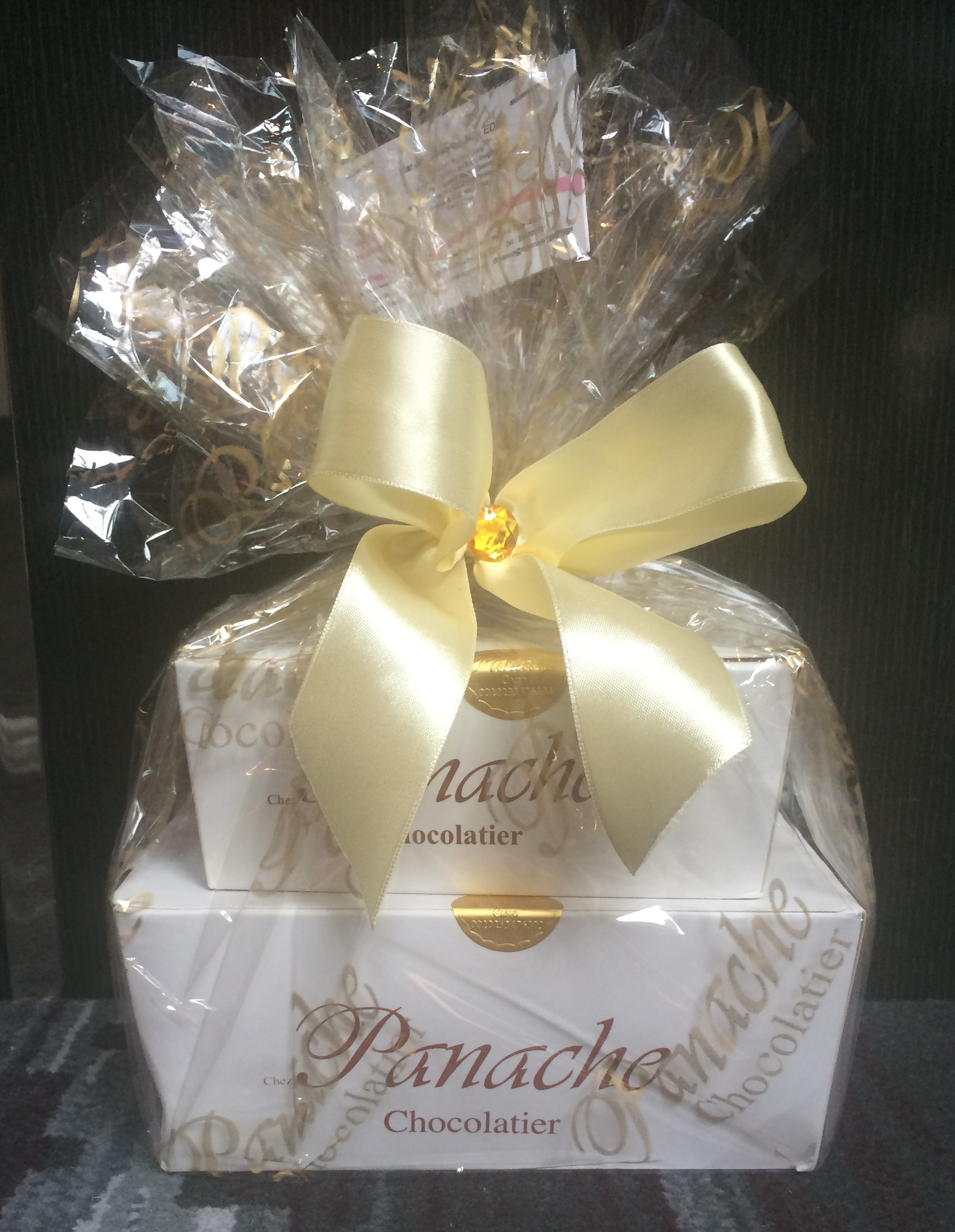
ラッピングフィルム
ラッピングの手順
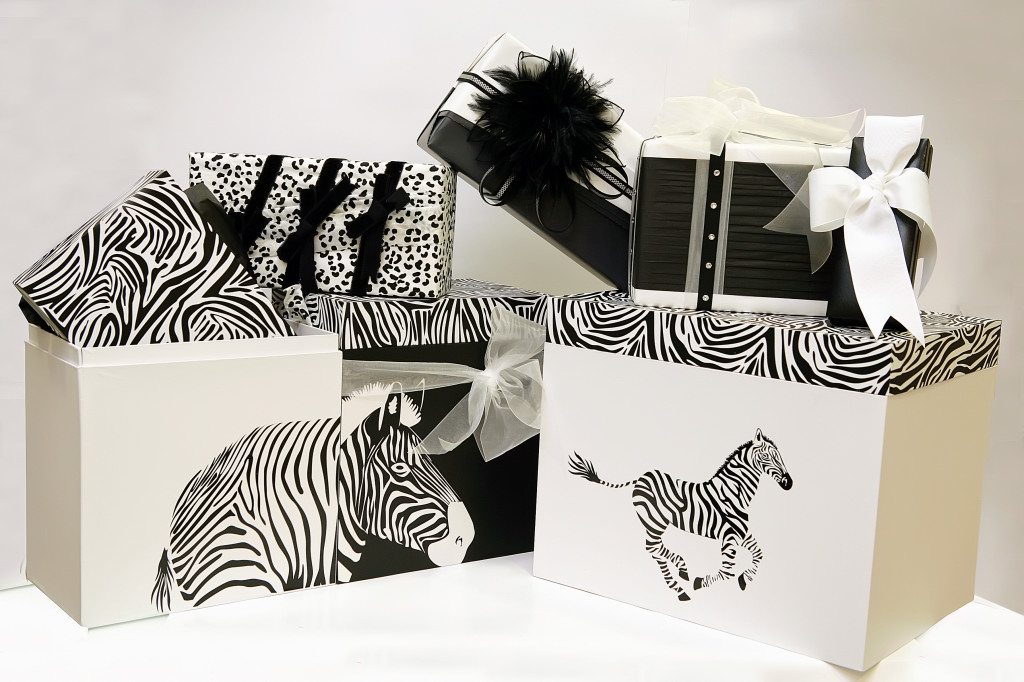
包装紙

一般にラッピング (wrapping) と呼ばれると、包装紙で単に包むだけではなく、中の物品に対する装飾的な意味も含まれる。贈答品（プレゼント）などでは、様々に様式化された包装が見られ、日本では熨斗紙（のしがみ）のように贈答品を贈った理由と誰からのものなのかが包装された外見からそれと判る文化があり、冠婚葬祭関連産業などでは、この贈答品に対応したサービスを提供するところも見られる。
また風呂敷などのように繰り返しの再使用を前提とした包装材でも、様々な「美しく包むための様式」もあり、こちらは作法の一環で多様な包み方も示される。
自動車など大型で全体を包装するのが困難な物や小さなものでも演出上、一部をリボンやテープなどで飾ることもラッピングと呼ばれる。また、自動車や住宅をラッピングする場合はそのものではなく、鍵や購入した証明になるものをラッピングすることもある。

### 経営学における包装
マーケティングの広告とロジスティクスの保護・補完の両側面で大切である。包装は重要な情報を顧客に伝え、よい包装は顧客の注意をひく。ロジスティクス的には包装は輸送、保管時にモノを保護する。これは船による国際貨物輸送のような何度も積み下ろしをする長距離輸送の際、特に重要である。包装は倉庫やマテリアルハンドリング機器に応じてデザインすることにより移動と保管を容易にする。

### 食料品と内容量
食料品を購入時のままの状態で軽量した軽量値を皆掛量（みながけりょう）という。そのうち肉や魚などの内容量に含まない包装材、添え物（タレ、ワサビ、飾りなど）、付着物（ドリップなどの水分や肉片など）の計量値を風袋量（ふうたいりょう）という。皆掛量から風袋量を差し引いた内容量を実量（じつりょう）という。
- ピロー包装
- スタンド袋
- レトルト

## 展示会
- TOKYO PACK（東京国際包装展）
- JAPAN PACK（日本包装産業展）

### 全般
- ストレッチフィルム（英語版）
- マーケティング
- ロジスティクス
- パッケージデザイン
- 容器
- 折形
- フレキシブルコンテナバッグ
- 容器包装に係る分別収集及び再商品化の促進等に関する法律 - （容器包装リサイクル法）
- ラップ・レイジ（開封困難な包装が原因の怒りやストレス）
- ギフト包装

### 人物
- クリストとジャンヌ＝クロード - （梱包をテーマにした作品を多数発表している）
- 木下又三郎 - 元本州製紙社長で、社団法人日本包装技術協会（JPI）の第2代会長。同団体は、木下の包装業界に対する多年の功績を記念して「木下賞」（3部門）を創設。